# Semana Mundial de la Alimentación
La Organización de las Naciones Unidas para la Alimentación y la Agricultura celebra la Semana Mundial de la Alimentación a partir del 12 de octubre con la apertura de la 42ª período de sesiones del Comité de Seguridad Alimentaria Mundial.

## Semana Mundial de la Alimentación
Los principales eventos de la semana incluyen "el lanzamiento de la nueva edición de la publicación insignia de la FAO El estado mundial de la agricultura y la alimentación el martes 13 de octubre, y la ceremonia del Día Mundial de la Alimentación 2015, que tendrá lugar en la Expo de Milán el 16 de octubre".

Semana Mundial de la Alimentación
La semana empieza el 12 de octubre con la apertura del 42 período de sesiones del Comité de Seguridad Alimentaria Mundial. Los principales eventos de la semana incluyen el lanzamiento de la nueva edición de la publicación insignia de la FAO El estado mundial de la agricultura y la alimentación el martes 13 de octubre, y la ceremonia del Día Mundial de la Alimentación 2015, que tendrá lugar en la Expo de Milán el 16 de octubre.
Organización de las Naciones Unidas para la Alimentación y la Agricultura

Lunes, 12 de octubre
- 42 período de sesiones del Comité de Seguridad Alimentaria Mundial Archivado el 12 de octubre de 2015 en Wayback Machine.
- Inauguración de la exposición sobre el 70 aniversario de la FAO en la sede de la Organización

Martes, 13 de octubre
- Lanzamiento de El estado mundial de la agricultura y la alimentación 2015

Viernes, 16 de octubre
- Ceremonia del Día Mundial de la Alimentación 2015 en Expo Milan

## Redes sociales
Sigue los hashtags:
#WFD2015, #UNFAO70, #CFS42, #SOFA2015
Tweets about #WFD2015 OR #CFS42 OR #UNFAO70 OR #SOFA2015